# Les Oies sauvages 2
Série
Les Oies sauvages
(1978)
Pour plus de détails, voir Fiche technique et Distribution.
Les Oies sauvages 2 (Wild Geese II) est un film d'action australo-britannique réalisé par Peter Hunt, sorti en 1985.
Il fait suite au film Les Oies sauvages de Andrew V. McLaglen sorti en 1978 et devait marquer le grand retour de Richard Burton au cinéma, mais la star décéda juste avant le tournage.

## Synopsis
John Haddad (Scott Glenn) se lance à la recherche de Rudolf Hess (Laurence Olivier), l'ancien bras droit d'Adolf Hitler, enfermé dans la prison de Spandau, afin de l'empêcher de livrer des secrets compromettants.

## Fiche technique
- Titre : Les Oies sauvages 2
- Titre original : Wild Geese II
- Réalisation : Peter Hunt
- Scénario : Reginald Rose
- Musique : Roy Budd
- Pays d'origine :  Royaume-Uni /  Australie
- Durée : 125 minutes
- Dates de sortie : 1985
- (Tournage : août-septembre 1984. Lieux de tournage : Londres, Berlin, Vienne)

## Distribution
- Scott Glenn (VF : Gérard Berner) : John Haddad
- Barbara Carrera (VF : Béatrice Belthoise) : Kathy Lukas
- Edward Fox (VF : François Brincourt) : Alex Faulkner
- Laurence Olivier (VF : Roger Carel) : Rudolf Hess
- Kenneth Haigh : Colonel Reed-Henry
- John Terry (VF : Michel Derain) : Michael
- Robert Webber (VF : Robert Party) : Robert McCann
- Paul Antrim (VF : Jacques Lalande) : Murphy
- Derek Thompson (VF : Philippe Bellay) : Hourigan
- Stafford Johns (VF : Christian Alers) : Mustapha El Ali
- Robert Freitag (VF : Raoul Delfosse) : Stroebling
- Patrick Stewart (VF : Yves Barsacq) : le général russe
- Michael Harbour (VF : Richard Leblond) : l'homme du KGB
- Ingrid Pitt (VF : Danièle Hazan) : la prostituée